# EHF Beach Handball Champions Cup 2022
Der EHF Beach Handball Champions Cup 2022 war die achte Austragung des EHF Beach Handball Champions Cups. Es war damit nach den EBT Finals 2022 der zweite der beiden kontinentalen Wettbewerbe für Beachhandball-Vereinsmannschaften, der in diesem Jahr ausgetragen wurde. An diesem Wettbewerb für Klubmannschaften durften sowohl bei den Frauen als auch bei den Männern 16 Mannschaften Europas teilnehmen, die in ihren Ländern den Meistertitel gewonnen hatten, aus manchen Verbänden auch die Vizemeister. Damit unterscheidet er sich von den EBT Finals, für die sich die punktbesten Mannschaften der verschiedenen europäischen Sommerturniere qualifizieren konnten.
Der EHF Beach Handball Champions Cup 2022 fand nach dem Ausfall 2020 und Einschränkungen aufgrund der COVID-19-Pandemie im Vorjahr erstmals seit 2019 wieder ohne Einschränkungen statt. Austragungsort war vom 20. bis 23. Oktober auf Porto Santo, Madeira, Portugal. Ausrichter war die Europäische Handballföderation.
Titelverteidiger waren bei den Frauen GRD Leça - Love Tiles aus Portugal, bei den Männern Fomento Deporte CBMP Ciudad de Málaga aus Spanien.
| Frauen Details | Porto Santo, Portugal 20.–23. Oktober 2022 | OVB Beach Girls | 2:1 | HEI Dame Beach Handball       | GEA A.M. Team Almeria | 2:0 | BHT Byczki Kowalewo Pomorskie         |
| Männer Details | Porto Santo, Portugal 20.–23. Oktober 2022 | BHT Petra Płock | 2:0 | Salgótarjáni Strandépítők BHC | GRD Leça - SPAR       | 2:1 | Fomento Deporte CBMP Ciudad de Málaga |

## Teilnehmer
| Land                   | Frauenmannschaften                                | Männermannschaften                                                    |
| ---------------------- | ------------------------------------------------- | --------------------------------------------------------------------- |
| Dänemark               | HEI Dame Beach Handball Team WON                  | Hg Gokstad                                                            |
| Deutschland            | Brüder Ismaning Beach Bazis Schleissheim          | Die Otternasen Bartenbach BHC Beaching Bad Minden                     |
| Frankreich             | Brest Bretagne Handball – Ligue de Bretagne       | CS Vesoul 70 – Ligue Bourgogne Franche-Comté (BFC)                    |
| Italien                |                                                   | Beach Handball Oderzo Beach Fioi                                      |
| Niederlande            | S.V. Voorwaarts                                   | Camelot Handball Tilburg                                              |
| Polen                  | BHT Byczki Kowalewo Pomorskie                     | BHT Petra Płock                                                       |
| Portugal               | Nazaré BHT GRD Leça - Love Tiles*                 | Escola de Formação de Espinho - Os Tigres GRD Leça - SPAR Vegetas BHC |
| Schweden               |                                                   | Göteborg Beach Handball Club                                          |
| Schweiz                | Beachqueens                                       |                                                                       |
| Spanien                | Balonmano Playa Alcalá GEA A.M. Team Almeria      | Fomento Deporte CBMP Ciudad de Málaga* Galobank BM Playa              |
| Ungarn                 | TT Sport Multichem Szentendrei NK OVB Beach Girls | Beach Stars BHC Salgótarjáni Strandépítők BHC                         |
| Vereinigtes Königreich | London GD Olympia Beach Handball                  | London Beach Handball                                                 |

* Titelverteidiger

## Offizielle
Für den EHF Beach Handball Champions Cup 2022 wurden acht Schiedsrichterpaare sowie neun Spiel-Offizielle von der EHF berufen. Sowohl die weiblichen Paarungen als auch die männlichen Paarungen wurden wie auch die Offiziellen wie im Beachhandball üblich ohne Rücksicht auf die Geschlechter in beiden Wettbewerben eingesetzt.
Schiedsrichter
| - Jonas Primdahl - Nichlas Nygaard - Julien Blanco - Dylan Gazeu | - Sevasti Maria Bramou - Nikoleta Lamprini Velani - Tea Lacković - Nataša Višnjić | - Koen Nijnuis - Stijn Westerhof - Weronika Łakomy - Sylwia Bartkowiak | - Nádia Lemos - Ana Barbosa - Jakub Uhlíř - Marek Bareš |

EHF-Delegierte
| - Maria Aranyosi - Mário Bernardes - Tamar Chogovadze | - Georgiana Doană - Alex Gehrer | - Marek Góralczyk - Andreas Jakob | - Jiří Opava - Marco Trespidi |